# Casteddu de Fanaris
Il casteddu de Fanaris (anche detto Su casteddu de Fanaris) è un importante sito archeologico nuragico situato nel comune di Decimoputzu, lungo il confine con il comune di Vallermosa, nella città metropolitana di Cagliari.

## Descrizione
Il sito, risalente alla tarda età del bronzo (1300-1000 a.C.), è un nuraghe di tipo complesso costituito da una torre centrale alla quale vennero successivamente addossate altre otto torri fino a formare un bastione. Il bastione è circondato da una muraglia megalitica dotata di cinque torri munite di feritoie. Per la sua costruzione vennero utilizzati principalmente massi in granito, materiale reperibile sul posto.
La fortezza sorge a 147 metri sul livello del mare e occupa una posizione strategica per il controllo della via d'accesso che dal Sulcis-Iglesiente porta alla pianura del Campidano.